# Groznenskij rajon
Il Groznenskij rajon (in russo Грозненский район?) è un municipal'nyj rajon della Repubblica Autonoma della Cecenia, in Russia, il capoluogo è Groznyj (che non fa parte del rajon). Ricopre una superficie di 1.600 chilometri quadrati e nel 2009 ospitava una popolazione di 150.000 abitanti.